# Axel Sandin Pellikka
Janne Axel Sandin Pellikka, född 11 mars 2005 i Gällivare, är en svensk professionell ishockeyspelare som spelar för Grand Rapids Griffins i AHL.
I januari 2023 rankades han på 3:e plats på NHL Central Scoutings halvårsranking för spelare från utanför Nordamerika. Sandin Pellikka draftades av Detroit Red Wings i första rundan i 2023 års draft som 17:e spelare totalt.
Sandin Pellikka tilldelades Salming Trophy 2024.

## Klubbar
- Malmbergets AIF, (– 2016/2017)
- Kiruna IF U16, (2017/2018)
- Skellefteå AIK U16, (2018/2019 – 2019/2020)
- Skellefteå AIK J18, (2019/2020 – 2020/2021)
- Skellefteå AIK J20, J20 Nationell (2021/2022 – 2022/2023) Utsedd till Årets back J20 Sverige 2022–2023.
- Skellefteå AIK, SHL (2022/2023 – 2024/2025)
- Grand Rapids Griffins, AHL (2024/2025 –)

### Spel för Sverige
- Juniorkronorna J20, JVM Kanada, Ottawa (2024/2025) Utsedd till J20 VMs- bästa back i turneringen för andra året i rad (hände senast för 47 år sedan). Lagkapten (C).
- Juniorkronorna J20, JVM Sverige, Göteborg (2023/2024) Utsedd till J20 VMs- bästa back i turneringen. Assisterande lagkapten (A).
- Juniorkronorna J20, JVM Kanada, Halifax (2022/2023)
- Småkronorna, J18-VM Schweiz, Basel (2022/2023). Utsedd till J18 VMs-bästa back i turneringen.